# Ökonomische Bildung
Ökonomische Bildung bezieht sich auf die Vermittlung von Wissen über wirtschaftliche Zusammenhänge, Prozesse und Prinzipien. Ziel ist es, Menschen ein grundlegendes Verständnis für wirtschaftliche Themen zu vermitteln, damit sie informierte Entscheidungen in finanziellen Angelegenheiten treffen können. Dies kann Themen wie Budgetierung, Marktwirtschaft, Investitionen und grundlegende ökonomische Prinzipien umfassen. Sie wird weiterhin verstanden als die Gesamtheit aller pädagogischen Bemühungen in allgemeinbildenden Schulen, Kinder und Jugendliche mit solchen Kenntnissen, Fähigkeiten, Fertigkeiten, Verhaltensbereitschaften und Einstellungen auszustatten, die sie befähigen, sich mit den ökonomischen Bedingungen ihrer Existenz und deren sozialen, politischen, rechtlichen, technischen, ökologischen und ethischen Dimensionen auf privater, betrieblicher, volkswirtschaftlicher und weltwirtschaftlicher Ebene auseinanderzusetzen. Als Bildung für alle hat sie aufklärenden und emanzipatorischen Charakter und dient dazu, den Einzelnen zu befähigen, seine individuellen und kollektiven ökonomischen Lebenssituationen kompetent und verantwortlich zu gestalten.
Sie stellt also einen Teil der Allgemeinbildung dar und erfasst alle Dimensionen wirtschaftlichen Handelns unserer Gesellschaft, wie etwa die betriebliche, volkswirtschaftliche oder weltwirtschaftliche Ebene, aber auch die ökonomischen Elemente privater Lebenssituationen. In Österreich ist sie im Unterrichtsgegenstand Geographie und Wirtschaftskunde integriert. Seit den 1970er Jahren wird an didaktischen Konzeptionen und Methoden für die ökonomische Allgemeinbildung gearbeitet. Die Didaktik der ökonomischen Bildung (Wirtschaftsdidaktik) hat sich seither neben anderen Fachdidaktiken etabliert.

## Schwerpunkte
Die ökonomische Bildung wendet sich allen Belangen wirtschaftlicher Tätigkeit der Gesellschaft zu. In den Schulen dienen je nach Bundesland und Schulform unterschiedliche Fächer als Ankerfächer für die ökonomische Bildung, z. B. Wirtschaft, Politik/Wirtschaft, Sozialkunde oder auch Arbeitslehre. Inhalte der Curricula in den einschlägigen Schulfächern umfassen etwa Unternehmen als soziale und ökonomische Akteure, die privaten Haushalte und ihre Stellung im Wirtschaftssystem, die Funktionen des Staates in einer marktwirtschaftlichen Ordnung, Internationalisierung und Globalisierung sowie die Institutionen und Regeln von Wirtschaftsordnungen.
Die ökonomische Bildung trägt zudem zur Berufsorientierung bei und zielt vor allem darauf, die Berufswahl- und Ausbildungsreife der Jugendlichen zu fördern. Es geht insbesondere um die Kompetenz- und Persönlichkeitsentwicklung der Schülerinnen und Schüler und darum, den Prozesscharakter der Berufsorientierung als lebensbegleitende Aufgabe zu sehen.  Zunehmend gilt Berufsorientierung als Aufgabe aller Fächer bzw. der ganzen Schule, andere Ansätze plädieren für einen eigenständigen Berufswahlunterricht, z. B. im Rahmen der Arbeitslehre. Auch die Schülerfirmenarbeit ist ein Teil der Berufsorientierung im Rahmen der ökonomischen Bildung.

## Finanzielle Allgemeinbildung als Teil der ökonomischen Bildung
Die finanzielle Allgemeinbildung fokussiert auf Finanzkompetenz der Individuen und gilt seit einigen Jahren als ein wichtiger Bereich der ökonomischen Bildung. Wie sich ökonomische und finanzielle Bildung zueinander verhalten, bleibt noch zu klären. Im Vergleich zur allgemeinen ökonomischen Bildung, zur Verbraucherbildung und zur Berufsorientierung befindet sich die finanzielle Allgemeinbildung konzeptionell, empirisch und methodisch noch in einer frühen Entwicklungsphase. Finanzielle Bildung kann man auch in der Konsumentenbildung oder in der Hauswirtschaftslehre verankern. Der Einfluss von Banken und Versicherungen auf die finanzielle Bildung und die Schulen gerät zunehmend in die Kritik.

## Kritik
Kritisiert wird, dass unter dem Etikett ökonomische Bildung den Schülern durch Experten aus der Arbeitswelt versteckt Werbung für Versicherungen oder Finanzprodukte gemacht wird oder die Schüler anderweitig manipuliert werden. Wenngleich dies in Einzelfällen zutrifft, handelt es sich hierbei jedoch um kein Spezifikum der ökonomischen Bildung, da Interessenvertreter u. a. von Unternehmen unabhängig vom Unterrichtsfach Einfluss zu nehmen suchen. Vertreter der ökonomischen Bildung argumentieren vielmehr, dass eine fundierte ökonomische Bildung eine wichtige Voraussetzung dafür sei, für Interessen und Manipulationsversuche (Werbung, Bank„beratungs“gespräche etc.) sensibilisiert zu werden und adäquat mit entsprechenden lebensweltlichen Herausforderungen umgehen zu können.
Ferner kritisieren manche Didaktiker, dass andere Bereiche eine höhere Relevanz hätten und Wirtschaft deshalb keinen großen Raum in der Schule einnehmen solle.

Bei Fachdidaktikern bestehen darüber hinaus unterschiedliche Ansichten bzgl. der Frage des Fachzuschnitts. Teilweise wird die Forderung nach einer Kombination von Wirtschaft mit anderen Fächern wie Politik, Geographie oder Technik erhoben, da nur so eine ganzheitliche Sichtweise möglich sei. Mit dem Anspruch, viele Disziplinen in einem Unterrichtsfach zu verorten, geht allerdings die Gefahr der inhaltlichen Oberflächlichkeit des Unterrichts und eines mangelnden fachlichen Fundaments der Lehrkräfte einher. Deswegen wird von den meisten Wirtschaftsdidaktikern für die Sekundarstufe ein eigenes Fach Wirtschaft gefordert.

## Organisationen
Nachdem in den 1970er Jahren erste Professuren für ökonomische Bildung bzw. Didaktik der Wirtschaftslehre an damaligen Pädagogischen Hochschulen eingerichtet worden waren, schlossen sich 1978 Wirtschaftsdidaktiker zur Bundesfachgruppe für ökonomische Bildung zusammen. 1994 wurde sie in Deutsche Gesellschaft für Ökonomische Bildung (DeGÖB) umbenannt. Die DeGÖB veranstaltet regelmäßig Fachkonferenzen und beteiligt sich an der Bildungspolitik. Unter anderem hat sie Bildungsstandards für die ökonomische Allgemeinbildung an Grundschulen und für den mittleren und den gymnasialen Abschluss vorgeschlagen.
Im Oktober 2016 wurde in Frankfurt am Main die Gesellschaft für sozioökonomische Bildung und Wissenschaft (GSÖBW) gegründet, die sich der Förderung einer „inter- und transdisziplinären, sowie pluralistischen und problemorientierten“ ökonomischen Bildung verschreibt. Im November 2019 wurde in Berlin das Bündnis Ökonomische Bildung Deutschland gegründet, eine Initiative von Wirtschaftsverbänden, Lehrerverbänden und Wissenschaftlern.